# Contea di Denton
La contea di Denton (in inglese Denton County) è una contea dello Stato del Texas, negli Stati Uniti. La popolazione al censimento del 2010 era di 662 614 abitanti. Il capoluogo di contea è Denton. È la nona contea più grande del Texas per numero di abitanti. La contea, che prende il nome da John B. Denton, è stata fondata nel 1846. Denton County è inclusa nella Metropolitan Statistical Area di Dallas-Fort Worth-Arlington. Nel 2007 diventa una delle contee con una delle più rapide impennate di popolazione

## Geografia fisica
| Anno | Popolazione | ±%     |
| ---- | ----------- | ------ |
| 1850 | 641         |        |
| 1860 | 5,031       | 684.9% |
| 1870 | 7,251       | 44.1%  |
| 1880 | 18,143      | 150.2% |
| 1890 | 21,289      | 17.3%  |
| 1900 | 28,318      | 33.0%  |
| 1910 | 31,258      | 10.4%  |
| 1920 | 35,355      | 13.1%  |
| 1930 | 32,822      | −7.2%  |
| 1940 | 33,658      | 2.5%   |
| 1950 | 41,365      | 22.9%  |
| 1960 | 47,432      | 14.7%  |
| 1970 | 75,633      | 59.5%  |
| 1980 | 143,126     | 89.2%  |
| 1990 | 273,525     | 91.1%  |
| 2000 | 432,976     | 58.3%  |
| 2010 | 662,614     | 53.0%  |

Secondo l'Ufficio del censimento degli Stati Uniti d'America la contea ha un'area totale di 953 miglia quadrate (2470 km²), di cui 878 miglia quadrate (2270 km²) sono terra, mentre 75 miglia quadrate (190 km², corrispondenti al 7,8% del territorio) sono costituiti dall'acqua.

### Contee confinanti
- Contea di Cooke (nord)
- Contea di Grayson (nord-est)
- Contea di Collin (est)
- Contea di Dallas (sud-est)
- Contea di Tarrant (sud)
- Contea di Wise (ovest)

### Strade principali
- Interstate 35
- Interstate 35E
- Interstate 35W
- U.S. Highway 77
- U.S. Highway 377
- U.S. Highway 380
- State Highway 114
- State Highway 121
- State Highway 288

## Politica
Denton County, come la maggior parte delle contee suburbane del Texas, vota costantemente per i candidati repubblicani alle elezioni a livello statale e nazionale.

## Educazione
I seguenti sono i distretti scolastici che servono al contea di Denton:
- Argyle Independent School District
- Aubrey Independent School District
- Denton Independent School District
- Lake Dallas Independent School District
- Lewisville Independent School District
- Little Elm Independent School District
- Ponder Independent School District
- Sanger Independent School District

I seguenti istituti scolastici privati servono Denton County:
- Denton Calvary Academy
- Coram Deo Academy
- Lakeland Christian School
- Liberty Christian School
- Selwyn College Preparatory School

I seguenti istituti di istruzione superiore servono Denton County:
- University of North Texas
- Texas Woman's University
- North Central Texas College